# Giovanni I de la Roche
Giovanni I de la Roche (XIII secolo – 1280) è stato un nobile francese.
Succedette a suo padre, Guido I, come Duca di Atene nel 1263. Era colto e cavalleresco, parlava fluentemente greco e leggeva Erodoto.

## Biografia
Nel 1275, Giovanni, con 300 cavalieri, prese sotto il suo controllo Neopatra, che era stato bloccata da un esercito mercenario bizantino. Egli ne parlò dicendo: "Sono in molti, ma pochi di essi sono uomini veri", citando ciò che disse Erodoto, della Battaglia delle Termopili: "I Persiani sono grandi nei loro numeri ma i veri uomini sono lontani e pochi". Durante una battaglia sei miglia a nord, a Vatonda, John fu gettato da cavallo e catturato, insieme a Gilbert e molti altri cavalieri.
L'anno successivo (1276), l'imperatore bizantino Michele VIII Paleologo invase l'Eubea e la Tessaglia. Giovanni si unì a Gilberto di Verona per marciare verso il rilievo di Negroponte, che era sotto attacco di Licario.
Nel 1280 morì e gli succedette suo fratello Guglielmo.